# 海軍将官会議 (日本)
海軍将官会議（かいぐんしょうかんかいぎ、旧字体：海󠄀軍將官會議）とは、日本海軍の機関の一つで海軍省の外局である。海軍の重要事項を審議した。1885年（明治18年）に設置され、1945年（昭和20年）に廃止された。

## 沿革
1885年、海軍将官会議条例（明治18年9月22日、海軍省丙第48号達）に基づいて設置された。当初の目的は「海軍ニ関スル重要ノ事件ヲ審議」することであった。
1889年（明治22年）、新たに海軍将官会議条例（明治22年5月29日勅令第75号）が制定され、「海軍ニ於テ創設改良スヘキ重要ノ事項ヲ審議シ及海軍高等武官ノ進級候補名簿及進等名簿ヲ議定スル所」とされた。しかし1891年（明治24年）、海軍将官会議条例第一条改正ノ件（明治24年11月24日勅令第234号）により当初と同様な「重要ノ事項ヲ審議スル所」となった。
もっとも、議員の職務自体は閑職であり、退役前の楽隠居コースに乗って実質的キャリアが終わった将官が多数いた。この事から実際には軍事参議院と同様、古参将官の名誉職や、将官の人数に対する役職不足を補う空き待ちポストとしての運用もされていたと考えられる。
1945年、海軍省令第35号（昭和20年11月30日）により廃止された。

## 構成
議長海軍大臣。海軍大臣に事故あるときは上席将官が議長となる。
議員若干人の将官。1936年（昭和11年）以降、軍令部総長、横須賀鎮守府司令長官、海軍次官、艦政本部長、軍務局長を常置議員とした。
その他、海軍大臣が必要と認めた場合は、他の将官並将官相当官を臨時議員に任じ、また佐官を議事に参与させることができた。事務は大臣官房が担った。

## 議員在任者（常置議員を除く）
階級は補せられた時点のものを表記する。
- 安保清康少将（1889年5月29日 - 1891年6月17日）：草創期
- 三須宗太郎少将（1901年7月3日 - 1903年12月28日、中将：1905年11月7日 - 1906年2月2日、1906年11月22日 - 1911年1月18日、大将：1913年9月25日 - 12月1日）：海兵5期
- 角田秀松中将（1901年7月3日 - 10月1日）：草創期
- 橋元正明少将（1903年12月28日 - 1905年12月20日）：海兵5期
- 東郷正路中将（1905年12月12日 - 1906年1月4日）：海兵4期
- 坂本俊篤中将（1906年2月2日 - 1912年12月1日）：海兵6期
- 伊東義五郎中将（1907年10月21日 - 12月10日）：海兵5期
- 上原伸次郎少将（1907年12月27日 - 1908年5月15日）：海兵7期
- 井上良智中将（1908年5月26日 - 8月28日）：米海兵
- 小倉鋲一郎中将（1908年8月28日 - 12月10日）：海兵5期
- 瓜生外吉中将（1909年3月1日 - 4月8日、1909年12月1日 - 1912年12月1日）：米海兵
- 有馬新一中将（1909年12月1日 - ）：海兵2期
- 川島令次郎少将（1909年12月1日 - 1910年12月1日、中将：1915年12月13日 - 1916年4月1日）：海兵11期
- 伊地知彦次郎少将（1910年7月16日 - 12月1日、中将：1911年12月1日 - 1912年1月4日）：海兵7期
- 西紳六郎少将（1912年12月1日 - ）：海兵8期
- 黒井悌次郎少将（1913年5月24日 - 12月1日、大将：1920年8月16日 - 1921年4月1日）：海兵13期
- 東伏見宮依仁親王・中将（1913年8月31日 - 1916年12月1日、1918年6月13日 - 7月2日）：仏海兵
- 伊地知季珍中将（1913年12月1日 - 1915年9月23日、1916年12月1日 - 1917年3月26日）：海兵7期
- 有馬良橘中将（1914年1月28日 - 3月25日、1916年12月1日 - 1917年4月6日、1918年12月1日 - 1921年8月1日）：海兵12期
- 名和又八郎中将（1914年3月25日 - 1915年2月5日）：海兵10期
- 坂本一中将（1914年4月1日 - 4月17日、1915年12月13日 - 1916年4月1日）：海兵7期
- 秋山真之少将（1914年4月17日 - 1916年2月21日、1917年7月16日 - 12月1日）：海兵17期
- 山田彦八中将（1914年5月29日 - ）：海兵5期
- 佐藤鉄太郎少将（1915年8月10日 - 12月13日、中将：1921年12月1日 - 1922年4月10日）：海兵14期
- 山屋他人中将（1915年9月25日 - 12月13日）：海兵12期
- 伏見宮博恭王・中将（1916年12月1日 - 1919年12月1日）：独海兵
- 財部彪中将（1916年12月1日 - 1917年12月1日）：海兵15期
- 森義臣少将（1916年12月1日 - 1917年6月1日）：海兵14期
- 関野謙吉中将（1916年12月22日 - 1917年6月1日）：海兵13期
- 竹下勇少将（1917年5月30日 - ）：海兵15期
- 岩村俊武少将（1917年9月1日 - 12月1日）：海兵14期
- 土屋光金中将（1917年12月1日 - ）：海兵12期
- 山口九十郎中将（1917年12月1日 - ）：海兵13期
- 中野直枝中将（1917年12月1日 - 1918年6月6日、1919年9月10日 - 11月8日、1923年6月1日 - 12月1日）：海兵15期
- 山口鋭少将（1917年12月1日 - ）：海兵17期
- 松村龍雄中将（1917年12月12日 - 1918年12月1日、1920年10月1日 - 1921年8月1日）：海兵14期
- 東郷吉太郎中将（1918年12月1日 - 1919年12月1日）：海兵13期
- 小栗孝三郎中将（1919年11月8日 - 1920年12月1日、1923年4月1日 - 12月1日）：海兵15期
- 山岡豊一少将（1919年11月8日 - 12月1日、1920年10月25日 - 1921年12月1日）：海兵17期
- 伊藤乙次郎中将（1920年10月1日 - 11月27日）：海兵13期
- 吉田清風中将（1921年4月4日 - 8月1日）：海兵18期
- 山中柴吉中将（1921年9月1日 - 12月1日）：海兵15期
- 布目満造中将（1921年12月1日 - 1922年4月10日）：海兵15期
- 下村延太郎中将（1921年12月1日 - 1922年4月10日）：海兵18期
- 島内桓太少将（1921年12月1日 - 1922年8月1日）：海兵20期
- 斎藤半六中将（1922年4月15日 - 7月27日、1922年12月1日 - 1923年4月1日、1924年2月5日 - 4月1日）：海兵17期
- 森山慶三郎中将（1922年12月1日 - 12月10日）：海兵17期
- 千坂智次郎中将（1923年4月1日 - 6月1日）：海兵14期
- 飯田久恒中将（1923年6月1日 - 12月1日）：海兵19期
- 左近司政三中将（1932年6月1日 - 6月11日）：海兵28期